# Segelbusksläktet
Segelbusksläktet (Amorpha) är ett släkte av ärtväxter med fyra arter som alla förekommer i Nordamerika. Några arter odlas som trädgårdsväxter i Sverige.